# جووکو
جووکو (به لاتین: Juuku) یک رود است که در قرقیزستان واقع شده‌است.